# The Congregation
The Congregation, in Nordamerika auch The English Congregation, war eine britische Pop-Vokalgruppe, bestehend aus Roger Cook und Roger Greenaway (auch bekannt als Liedautoren) sowie John Burgess und Brian Keith.

## Gruppe
Für ihren größten Hit, Softly Whispering I Love You, verpflichtete The Congregation einen gemischten neunzigköpfigen Chor und ein Orchester. Die 1971 erschienene Single erreichte Platz 4 in Großbritannien und der Schweiz, Platz zehn in Deutschland, sowie Platz 29 in den USA. In den Vereinigten Staaten und Kanada veröffentlichte die Band unter dem Namen The English Congregation, um Verwechslungen mit The Mike Curb Congregation zu vermeiden.
Softly Whispering I Love You wurde ein Millionenseller und machte die Formation zum klassischen One-Hit-Wonder. Allerdings hatten die Autoren Cook und Greenaway das Lied bereits 1967 unter ihrem damaligen Bühnennamen David & Jonathan aufgenommen. Auch Keith hatte Ende der 1960er Jahre schon einige Erfahrung als Sänger bei Plastic Penny (Everything I Am) gemacht.
Die Gruppe veröffentlichte noch eine Handvoll Singles und sogar drei Langspielplatten, die jedoch keinen nennenswerten Erfolg mehr hatten. Lediglich die Nachfolgesingle Jesahel war 1972 jenseits von Top-40-Platzierungen noch etwas bekannter. Das Lied war im Original von der italienischen Formation Delirium in einigen europäischen Ländern ein Clubhit.
Für Liveauftritte oder Tourneen war die als reines Studioprojekt konzipierte Band viel zu groß. Wegen ausbleibenden Erfolgs löste sich das Projekt 1973 auf.

## Diskografie

### Alben
- 1972: Jesahel
- 1972: Softly Whispering I Love You
- 1973: The Congregation

### Singles
- 1969: Sitting in a Rockin’ Chair
- 1971: Softly Whispering I Love You (VÖ: 15. Oktober)
- 1972: Lovers of the World Unite (VÖ: 5. Mai)
- 1972: Jesahel (VÖ: 9. Mai)
- 1972: I Will Survive (VÖ: September)
- 1973: It Didn’t Matter (VÖ: 23. März)
- 1973: Jubilation (VÖ: 13. Juli)